# Esa horrible historia
Esa horrible historia (Horrible Histories) es una serie de libros escritos por Terry Deary e ilustrados por Martin Brown, publicados en España por la Editorial Molino entre 2003 y 2004. Están diseñados para conseguir que los niños interesados en la historia la estudien desde una nueva perspectiva. La serie ha sido muy afortunada en términos comerciales.

## Títulos en la serie
- 1. Esos supergeniales griegos
- 2. Esos asombrosos egipcios
- 3. Esa bárbara Edad Media
- 4. Esos temibles aztecas
- 5. Esos degolladores celtas
- 6. Esos siniestros castillos y sus nobles caballeros
- 7. Esos ruidosos revolucionarios
- 8. Esa salvaje Edad de piedra
- 9. Esa espantosa Primera Guerra Mundial
- 10. Esos fieros vikingos
- 11. Esa deplorable Segunda Guerra Mundial
- 12. Esos depravados romanos
- 13. Esos fabulosos EEUU
- 14. Esos indómitos irlandeses
- 15. Esos increíbles incas